# Sołodkowce
Sołodkowce (ukr. Солобківці, Sołobkiwci) – wieś na Ukrainie, w obwodzie chmielnickim, w rejonie jarmolińskim.